# Złota Kaczka
Złota Kaczka (tiếng Ba Lan có nghĩa là "Vịt vàng") là một sinh vật thần thoại phổ biến trong truyền thuyết dân gian của Warsaw, Ba Lan.

## Câu chuyện
Theo một câu chuyện, được ghi lại bởi nhà thơ-nhà báo Artur Oppman, một con vịt sống trong các hầm bên dưới Lâu đài Ostrogski của Warsaw (hiện là nhà của Bảo tàng Fryderyk Chopin). Sinh vật này chính là một công chúa đã bị trúng lời nguyền bởi một thầy phù thủy độc ác, sống dưới Lâu đài và chờ đợi ai đó giải thoát mình.
Vịt có thể được khôi phục lại hình dạng con người chỉ bởi một người đàn ông có thể chi tiêu 100 ducat vàng mỗi ngày trong ba ngày liên tiếp, mà không chia sẻ bất kỳ tài sản nhỏ này với bất kỳ ai.
Hai phiên bản của câu chuyện có kết thúc tương tự nhau:
- Người học việc của một thợ đóng giày nghèo tìm thấy một chú vịt vàng dưới Lâu đài và được cấp cho các ducat để chi tiêu, nhưng không thể tiêu hết chúng trong thời gian quy định. Anh ta đưa phần còn lại cho một người ăn xin, người nói với anh ta rằng tiền không mang lại hạnh phúc. Vịt vàng biến mất, mang theo những báu vật được cất giữ dưới Lâu đài, nhưng từ ngày đó, cậu bé rất vui. Anh trở thành một thợ đóng giày bậc thầy, tìm cho mình một người vợ xinh đẹp và sống trong tuổi già, viên mãn bên những người bạn và những đứa trẻ hạnh phúc.
- Một người lính tìm thấy Vịt và được cấp ducat. Anh ta gần như tiêu xài hết khi đưa cho người ăn xin đồng xu cuối cùng của mình. Vịt biến mất, cùng với toàn bộ Lâu đài.[1]